# Велоспорт на Африканских играх 2019
Велоспорт на Африканских играх 2019.

## Обзор
Соревнования прошли с 21 по 29 августа 2019 года в Рабате, столице Марокко. Программа Игр включала три дисциплины шоссейного велоспорта — групповую гонку, индивидуальную гонку с раздельным стартом, командную гонку с раздельным стартом и две дисциплины маунтинбайка — кросс-кантри и кросс-кантри марафон. Было разыграно десять комплектов медалей. По пять среди мужчин и женщин.
По сравнению с предыдущими Играми в программу соревнований впервые вошли дисциплины по маунтинбайку. Шоссейная часть программы осталась без изменений. Мужская и женская программы были идентичными.
Всего медали завоевали представители десяти стран. Хозяева Игр взяли одну бронзовую медаль. Представители ЮАР в очередной раз превзошли всех по количеству медалей как общему так и золотых. Южноаaриканка Тиффани Киип и маврикийка Орели Хальбвакс завоевал медали сразу по шоссейному велоспорту и маунтинбайку.

## Медалисты

### Шоссе

#### Мужчины
| Дисциплина                                | Золото                                                       | Серебро                                                                       | Бронза                                                                 |
| ----------------------------------------- | ------------------------------------------------------------ | ----------------------------------------------------------------------------- | ---------------------------------------------------------------------- |
| Групповая гонка                           | Юсеф Региги Алжир                                            | Райан Гиббонс ЮАР                                                             | Нассим Саиди Алжир                                                     |
| Индивидуальная гонка с раздельным стартом | Райан Гиббонс ЮАР                                            | Кент Майн ЮАР                                                                 | Моис Мугиша Руанда                                                     |
| Командная гонка с раздельным стартом      | ЮАР Райан Гиббонс Джейде Джулиус Джейсон Остхейзен Кент Майн | Эритрея Натнаэль Мебрахтом Сирак Тесфом Натнаэль Беране Даниэль Теклехайманот | Руанда Джозеф Ареруя Моис Мугиша Дидье Муньянеза Жан-Клод Нзафашванайо |

#### Женщины
| Дисциплина                                | Золото                                                       | Серебро                                                           | Бронза                                                                          |
| ----------------------------------------- | ------------------------------------------------------------ | ----------------------------------------------------------------- | ------------------------------------------------------------------------------- |
| Групповая гонка                           | Марушка Мати ЮАР                                             | Орели Хальбвакс Маврикий                                          | Вера Адриан Намибия                                                             |
| Индивидуальная гонка с раздельным стартом | Эшли Молман-Пасио ЮАР                                        | Занри Россоу ЮАР                                                  | Вера Адриан Намибия                                                             |
| Командная гонка с раздельным стартом      | ЮАР Марушка Мати Занри Россоу Тиффани Киип Карла Оберхользер | Эритрея Моссана Дебесай Дезиет Кидане Адьям Тесфалем Данаит Фицум | Эфиопия Михерет Асегеле Гебрейванс Селам Амха Цега Гебре Бейене Йеру Хафту Реда |

### Маунтинбайк

#### Мужчины
| Дисциплина           | Золото                   | Серебро                 | Бронза               |
| -------------------- | ------------------------ | ----------------------- | -------------------- |
| Кросс-кантри         | Тристан де Ланге Намибия | Алекс Миллер Намибия    | Махер Хабуриа Тунис  |
| Кросс-кантри марафон | Тристан де Ланге Намибия | Янник Линкольн Маврикий | Алекс Миллер Намибия |

#### Женщины
| Дисциплина           | Золото                    | Серебро                  | Бронза                                                 |
| -------------------- | ------------------------- | ------------------------ | ------------------------------------------------------ |
| Кросс-кантри         | Тиффани Киип ЮАР          | Орели Хальбвакс Маврикий | Кимберли Ле Корт Маврикий                              |
| Кросс-кантри марафон | Кимберли Ле Корт Маврикий | Орели Хальбвакс Маврикий | Нэнси Акиньи Дебе Кения Фатима Захра Эль Хаяни Марокко |

## Медальный зачёт
*   Принимающая страна (Марокко)
| Место           | Страна          | Золото | Серебро | Бронза | Всего |
| --------------- | --------------- | ------ | ------- | ------ | ----- |
| 1               | ЮАР             | 6      | 3       | 0      | 9     |
| 2               | Намибия         | 2      | 1       | 3      | 6     |
| 3               | Маврикий        | 1      | 4       | 1      | 6     |
| 4               | Алжир           | 1      | 0       | 1      | 2     |
| 5               | Эритрея         | 0      | 2       | 0      | 2     |
| 6               | Руанда          | 0      | 0       | 2      | 2     |
| 7               | Кения           | 0      | 0       | 1      | 1     |
| 7               | Марокко*        | 0      | 0       | 1      | 1     |
| 7               | Тунис           | 0      | 0       | 1      | 1     |
| 7               | Эфиопия         | 0      | 0       | 1      | 1     |
| Всего стран: 10 | Всего стран: 10 | 10     | 10      | 11     | 31    |